# Rolf Johannesson
Rolf Johannesson (* 22. Juli 1900 in Berlin-Lichterfelde; † 6. Dezember 1989 in Hamburg) war ein deutscher Marineoffizier, zuletzt als Befehlshaber der Flotte der Bundesmarine im Dienstgrad Konteradmiral. Nach seiner Pensionierung war er Bundesbeauftragter beim Seeamt Hamburg.

## Leben

### Jugend
Rolf Johannesson war der Sohn des Studiendirektors Max Johannesson (1856–1930) der an der preußischen Hauptkadettenanstalt in Lichterfelde unterrichtete und dessen Ehefrau Amalie, geborene Auer. Er selber besuchte wie seine Brüder ein öffentliches Gymnasium und legte dort 1918 das Abitur ab.

### Kaiserliche Marine und Zeit nach dem Ersten Weltkrieg
Am 1. Juli 1918 trat Rolf Johannesson als Seekadett der Crew 18 in die Kaiserliche Marine ein. Nach kurzer Ausbildung an der Marineschule Mürwik wurde er im Oktober 1918 zum Bordpraktikum auf das Linienschiff Schlesien versetzt und nahm an dessen Irrfahrt durch die Ostsee während der Revolutionswirren teil. Am 30. November 1918 wurden alle Seekadetten durch den Arbeiter- und Soldatenrat entlassen. Johannesson kehrte nach Hause zurück und begann Anfang Dezember ein Studium der Rechtswissenschaft und der Nationalökonomie in Berlin. Noch im selben Monat meldete er sich als Freiwilliger bei einem Regiment, das die deutschsprachige Bevölkerung im Baltikum verteidigen sollte. Für sein Wirken wurde er am 19. Juli 1919 mit dem Eisernen Kreuz II. Klasse und dem Baltenkreuz ausgezeichnet. Im Juli 1919 verließ er das Militär und nahm sein Studium wieder auf. Parallel absolvierte er eine Banklehre. Nach Abschluss dieser zusätzlichen Ausbildung wechselte er 1920 an die Universität Tübingen.

### Reichsmarine
Als die neu entstehende Reichsmarine nach dem Kapp-Putsch im März 1920 auf Grund ihrer unklaren Haltung gegenüber der Republik öffentlich stark in die Kritik geraten war, bemühte sie sich um einen personellen Neuanfang mit unbelasteten Ehemaligen. Rolf Johannesson hatte anfangs wenig Interesse, entschloss sich jedoch im Laufe des Jahres zur Rückkehr in den Marinedienst. Zusammen mit etwa 20 weiteren Offiziersanwärtern wurde er der neu zusammengestellten Crew 20 zugeteilt. Ab Februar 1921 war er, immer noch als Seekadett, zum Bordpraktikum zunächst auf dem Minensuchboot M 66 eingesetzt und nahm an der Räumung von den im Ersten Weltkrieg gelegten Minen an der niederländischen Küste teil. Es folgte ein weiteres Praktikum auf dem Kleinen Kreuzer Hamburg, der ebenfalls zur Unterstützung von Minenräumoperationen, diesmal im Weißen Meer eingesetzt wurde. Nach bestandener Fähnrichsprüfung wurde Johannesson am 1. April 1922 zum Fähnrich zur See befördert und zur weiteren Ausbildung an die Marineschule Mürwik versetzt. 1923 bestand er die Seeoffizierhauptprüfung mit der Note „sehr gut“. Es folgte eine weitere Ausbildung an Waffensystemen und praktischer Offiziersausbildung auf dem kleinen Kreuzer Berlin.
Zum Leutnant zur See befördert, diente Rolf Johannesson ab 1924 drei Jahre als Wachoffizier auf Torpedobooten in der Ostsee. Anschließend wurde er Adjutant, zunächst bei der Artillerie-Schule und der III. Marine-Artillerie-Abteilung, ab 1928 beim Chef der Marinestation der Ostsee, Konteradmiral Gottfried Hansen. Von 1930 bis 1932 war er Wachoffizier und Zweiter Artillerieoffizier auf dem Leichten Kreuzer Königsberg. Im Oktober 1932 wurde er Kommandant des Torpedoboots T 190, später des Torpedoboots G 8. Im Oktober 1934 wurde er in die Abwehrabteilung des Reichswehrministeriums versetzt. Leiter der Abwehrabteilung war zu dieser Zeit Kapitän zur See Conrad Patzig (1888–1975).

### Kriegsmarine
In der Phase der weiteren Konsolidierung des nationalsozialistischen Staates und Umstellung auf die bevorstehenden Kriegsziele wurden 1935 die Reichsmarine in Kriegsmarine umbenannt, die Abwehrabteilung personell neu besetzt, inhaltlich und strukturell auf die zukünftigen Schwerpunkte der Kriegsführung ausgerichtet. Ab Anfang Januar 1935 übernahm Wilhelm Canaris (1887–1945) die Leitung der Abwehr und Rolf Johannesson blieb in seinem Arbeitsbereich. In seiner Verantwortung lagen Fragen der Spionageabwehr, der Gewährleistung des Geheimnisschutzes sowie der nachrichtendienstlichen Absicherung geheimer U-Boot-Projekte und deren Tarnung. Diese Geheimprojekte waren nicht nur in Deutschland, sondern auch in Argentinien, Japan, der Türkei und Spanien angesiedelt. Da in seinem Ressort auch die verdeckte militärische Zusammenarbeit zwischen Deutschland und Spanien angesiedelt war, wechselte er im Sommer 1937 in die Leitung der Sabotage- und Spionageabwehr der Legion Condor, die in Salamanca stationiert war. Hier bestand seine Aufgabe vorrangig in der nachrichtendienstlichen Begleitung der von Deutschland, Marokko und Navarra aus organisierten Militärtransporte mit Waffentechnik, Fluggeräten und Einsatzpersonal zur Unterstützung der Putschisten unter General Francisco Franco. „Wichtiger sei ihm, so schrieb er selbst, »der Besuch der Front«. Daher erhielt er auch das von Hitler gestiftete »Spanienkreuz« in Silber. Das bekam nur, wer direkt an Kampfhandlungen beteiligt war.“ Im November 1937 übernahm die Gruppe „Abwehr 88“ unter der Leitung von Herbert Fischer die Aufgaben des Nachrichtendienstes auf spanischem Territorium, und nachdem diese ihre Einsatzstandorte erreicht hatte, kehrte Johannesson nach Deutschland zurück.
Hier wurde Rolf Johannesson unter Beförderung zum Korvettenkapitän Leiter der gemeinsamen Ausbildungsabteilung der 3. und 5. Zerstörerflottille. Am 8. Juni stellte er als Kommandant den Zerstörer Erich Steinbrinck in Dienst. Nach dem Beginn des Zweiten Weltkriegs wurde er mit diesem Schiff in der Ost- und Nordsee eingesetzt, darunter für Minenlegeoperationen vor der englischen Küste. Im Juni 1940 nahm die Erich Steinbrinck im Nordmeer am Unternehmen Juno zur Unterstützung der Besetzung Norwegens teil. Es folgten Operationen im Ärmelkanal und an der französischen Atlantikküste. Im Februar 1942 gab Johannesson das Kommando über die Erich Steinbrinck ab und wurde im selben Monat mit dem Deutschen Kreuz in Gold ausgezeichnet. Schon vorher war er ab Herbst 1941 vertretungsweise als I. Admiralstabsoffizier beim Admiral Ägäis eingesetzt. Am 21. März 1942 wurde unter seinem Kommando der erbeutete griechische Zerstörer Vasilefs Geogios I. als ZG 3, später ZG 3 Hermes in Dienst gestellt. Es handelte sich um das größte deutsche Kriegsschiff im Mittelmeer. Für den Einsatz dieses Schiffes in diversen Operationen erhielt Johannesson am 7. Dezember 1942 das Ritterkreuz des Eisernen Kreuzes.
Im April 1943 wurde Johannesson Chef der 4. Zerstörerflottille mit sieben neuen Zerstörern des Typs 1936 A (Mob) (Z 31 bis Z 34 und Z 37 bis Z 39), die nach Ausbildung in der Ostsee nach Nordnorwegen verlegt wurde und dort zusammen mit den Schlachtschiffen Scharnhorst und Tirpitz operierte. Nach der Versenkung der Scharnhorst und dem Tod des Befehlshabers der Kampfgruppe war er von Februar bis Juni 1944 zeitweise mit deren Führung beauftragt.
In dieser Zeit kam es zu offenen Meinungsverschiedenheiten zwischen Johannesson und der Marineführung, auch wegen seiner kritischen Haltung zu Führungsentscheidungen und zum Nationalsozialismus im Allgemeinen. Trotzdem wurde er im Dezember auf eine Admiralsstelle versetzt. Nachdem es Widerstand gegen eine weitere Verwendung in Norwegen gegeben hatte, wurde er Kommandant der Seeverteidigung Elbe-Weser, wo er am 30. Januar zum Konteradmiral befördert wurde. Am 21. April 1945 bestätigte er als nächsthöherer Gerichtsherr fünf Todesurteile gegen eine Helgoländer Widerstandsgruppe. Darüber hat er nach dem Krieg niemals öffentlich gesprochen und das Urteil auch nicht in seiner Autobiografie erwähnt. Dieser stellte er das Perikles-Wort „Das Geheimnis des Glücks ist die Freiheit. Das Geheimnis der Freiheit aber ist der Mut.“ voran.

### Nachkriegszeit
Nach der Kapitulation der Wehrmacht ließ die britische Besatzungsmacht Johannessons Dienststelle zunächst weiter bestehen, um zur Abwicklung der in ihrem Bereich liegenden Wehrmachtsteile eine deutsche Militärverwaltung aufrechtzuerhalten. Erst im Januar 1946 wurde Johannesson in Kriegsgefangenschaft genommen, die er in einem britischen Generals- und Admiralslager in Belgien verbrachte. Im November 1946 wurde er entlassen.
1947 fand Johannesson unter Vermittlung des Pastors und früheren Marineoffiziers Martin Niemöller eine Anstellung bei der evangelischen Kirche. Er diente im Kirchlichen Außenamt als Büroleiter und Finanzreferent.

### Bundesmarine
1955 bewarb sich Johannesson um die Einstellung in die in Planung befindliche Bundesmarine. Nach Überprüfung im Personalgutachterausschuss wurde er als einer von sechs ehemaligen Admiralen der Kriegsmarine angenommen. Am 1. Januar 1957 wurde er als Flottillenadmiral in den Dienst übernommen. Nach einem dreimonatigen Praktikum bei der 6. US-Flotte im Mittelmeer wurde er am 1. April zum ersten Kommandeur der Seestreitkräfte ernannt. Dieser Dienstposten wurde später in Kommandeur der Flotte und schließlich in Befehlshaber der Flotte umbenannt.
Während seiner Zeit als Befehlshaber bemühte sich Johannesson vor allem darum, die für die deutsche Marine unzweckmäßige Einbindung in die NATO-Kommandostruktur zu verbessern. In dieser Struktur hatte das Flottenkommando keine operative Führungsfunktion im Kriegsfall. Die für die operative Führung zuständigen Befehlshaber der Seestreitkräfte der Nordsee und der Ostsee unterstanden dem Flottenkommando zwar truppendienstlich, einsatzmäßig jedoch zwei verschiedenen NATO-Befehlshabern. Der nächste gemeinsame NATO-Vorgesetzte war der Supreme Allied Commander Europe. Zwar fand Johannesson Unterstützung für seine Änderungswünsche, sie wurden jedoch erst unter seinem Nachfolger realisiert.
Einen weiteren Schwerpunkt legte Johannesson auf die politische und historische Bildung der Marineoffiziere. Er bekannte sich, wenn auch mit einzelnen Einschränkungen, zum Leitbild der Inneren Führung und verteidigte deren Protagonisten Baudissin gegen die seinerzeit häufigen Angriffe vor allem älterer Offiziere. Er begründete die bis heute regelmäßig veranstaltete Historisch-Taktische Tagung der Flotte (HiTaTa), um das Verständnis militärhistorischer Ereignisse zu fördern.
Am 22. Dezember 1958 wurde Johannesson zum Konteradmiral befördert. In dieser Eigenschaft erhielt er am 12. Juni 1961 das Große Verdienstkreuz des Verdienstordens der Bundesrepublik Deutschland, bevor er am 31. August 1961 in den Ruhestand verabschiedet wurde.

### Tätigkeiten nach der Pensionierung

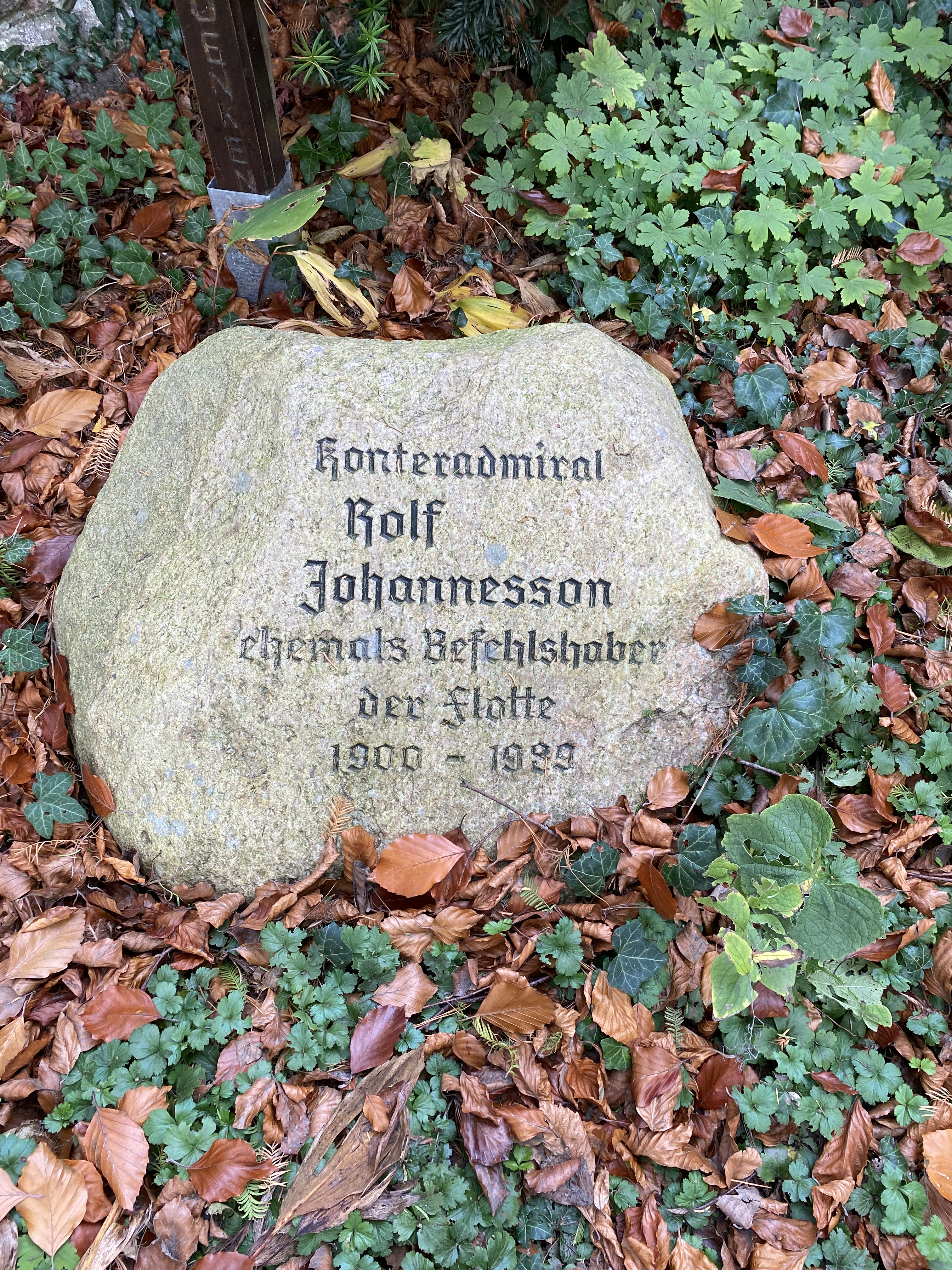
Grabstätte

Nach seiner Pensionierung war Johannesson zunächst kurzzeitig als Berater der Howaldtswerke-Deutsche Werft tätig und danach als Prokurist der Greiff-Werke in Bamberg, einem Hersteller für Berufsbekleidung. Im Mai 1965 beendete er diese Tätigkeit und übernahm als Nachfolger des Vizeadmirals a. D. Kurt Caesar Hoffmann die Aufgabe des Bundesbeauftragten beim Seeamt Hamburg. Diese Funktion übte er bis 1983 aus und zog sich dann im Alter von 83 Jahren endgültig aus dem Berufsleben zurück. Er verstarb im Alter von 89 Jahren und wurde in der Familiengrabstätte auf dem Nienstedtener Friedhof beigesetzt.

## Autobiografie
1984 begann Johannesson, seine Erinnerungen niederzuschreiben. Mit Förderung des Militärgeschichtlichen Forschungsamts der Bundeswehr erschien 1989 seine Autobiografie Offizier in kritischer Zeit, in der er sich unter anderem mit seiner Rolle während der Zeit des Nationalsozialismus auseinandersetzt. Er beschreibt sich selbst als kritisch, aber nicht immer konsequent genug und belegt einige seiner Konflikte mit Vorgesetzten und Repräsentanten des Regimes. Seine Tätigkeit nach dem Eintritt in die Bundesmarine war darauf ausgerichtet, die Offiziere besser als seine Generation während der Weimarer Republik auf die Rolle als Soldat im Staatswesen vorzubereiten.

## Ehrungen
In der Aula der Marineschule Mürwik steht eine Büste des Admirals Rolf Johannesson. Eine angebrachte Tafel weist auch auf die zwiespältigen Aspekte seiner Biographie hin. An der Marineschule Mürwik erhält jährlich der beste Lehrgangsteilnehmer des Offizierlehrgangs Truppendienst den Admiral-Johannesson-Preis. Gegen den Aufstellungsort der Büste sowie die Preisbenennung gibt es seit 2017 Proteste.

## Einordnung durch die Wehrbeauftragte
Im Jahresbericht 2024 (66. Bericht) der Wehrbeauftragten des Deutschen Bundestages wird festgestellt:

„Ein gelungenes Beispiel gelebten Traditionsverständnisses zeigt sich an der Marineschule Mürwik, die mit besonderem Engagement die historische Aula sowie den dazugehörigen Aulavorraum neu gestaltet: Die umstrittene Büste von Admiral Rolf Johannesson ist dort ausgestellt und kontextualisiert. Er gilt als einer der Gründerväter der Marine der Bundeswehr, wird aber kritisch gesehen wegen eines von ihm als Gerichtsherr bestätigtem Todesurteil gegen drei Soldaten in der Endphase des Zweiten Weltkrieges. Mit dem Hinterkopf zum Eingang ist die Büste auf einem Sockel mit Schubladen platziert, die gelungen über verschiedene Brüche in seiner Biographie und über seinen Wandel nach dem Zweiten Weltkrieg informieren.“